# Mister Bob

Mister Bob est un téléfilm français réalisé par Thomas Vincent et diffusé pour la première fois le 3 octobre 2011 sur Canal+.

## Synopsis
Retour sur une phase de la vie de Bob Denard au Congo à partir de 1964, après son premier engagement lors de la crise de la sécession du Katanga. Il va lui falloir concilier amitiés anciennes, engaments auprès du quai d'Orsay, et les intrigues du nouveau maître du pays, Joseph Mobutu.

## Fiche technique
- Production : Mascaret Films/Canal+/Yes Productions
- Scénario : Thomas Vincent et Michel Sibra
- Pays :  France
- Durée : 101 minutes

## Distribution
- Clovis Cornillac : Bob Denard
- Marc Zinga : Le général Mobutu Sese Seko
- Christophe Vandevelde : Lieutenant Rossi
- Dan Herzberg : Lieutenant Fourrier
- Pascal Nzonzi : Moïse Tshombe
- Richard Lukunku : Lieutenant Oka
- Lawrence Joffe : Agent CIA chauve
- David Dukas : Agent CIA à lunettes
- Leigh Bremridge : L'épouse de Bob Denard
- Hubert Koundé : Colonel Sango
- Jacques Combault : Le sergent ivre
- Rosalind Jacobs : La mère supérieure
- Mélodie Abud : La religieuse
- Thomas Vincent : Le rescapé
- Gaëtan Schmidt : Le docteur
- Danny Keogh : Walker Van Dijk
- Arnold Kapend : L'émissaire de Tshombe
- Zikhona Sodlaka : La femme au revolver
- Adam Neil : Jean de Bruxelles
- Gina Haller : Marie-Elise
- Aladin Reibel : Jean Schramme
- Olivier Rabourdin : Le commandant du SDECE
- François Loriquet : Le conseiller du SDECE
- Maëva Pasquali : La maîtresse parisienne de Bob Denard

## Récompenses
- Festival de la fiction TV de La Rochelle 2011[1] : 
  - Meilleure interprétation masculine pour Clovis Cornillac
  - Meilleure réalisation pour Thomas Vincent
  - Label Poitou Charentes